# Ty the Tasmanian Tiger 3: Night of the Quinkan
Ty the Tasmanian Tiger 3: Night of the Quinkan är ett plattformsdatorspel, den tredje delen i Ty the Tasmanian Tiger serien. Det publiceras av Activision istället för Electronic Arts som publicerade spelets två föregångare. Det utvecklades av Krome Studios och släpptes för PlayStation 2, GameCube, Xbox och Game Boy Advance. Spelet släpptes i Nordamerika den 11 oktober 2005 för Xbox den 12 oktober 2005 för PlayStation 2 och GameCube och 1 november 2005 för Game Boy Advance. Den 3 februari 2006 släpptes spelet i begränsade mängder i PAL-regioner endast för PlayStation 2 och Xbox. En Windows-version som släpptes via Steam in i sitt Early Access-program den 19 mars 2018.